# Camille Renault (sculpteur)
 (septembre 2021).
Pour les articles homonymes, voir Renault (homonymie) et Camille Renault.
Jean-Baptiste-Charles-Camille Renault, dit Camille Renault, né à Omont le  10 octobre 1866, mort à Attigny le 4 février 1954, est un sculpteur français.

## Biographie
Le 10 octobre 1866, Camille Renault naît à Omont, où son père exerce le métier de marchand, puis de clerc de notaire. 
Après de courtes études à la pension Glattigny de Vouziers, vers 14 ou 15 ans, Camille Renault suit un apprentissage au buffet de la gare de Charleville-Mézières pour devenir cuisinier (1880-1881), puis dans plusieurs restaurants parisiens réputés.
Il revient ensuite dans les Ardennes où il s’établit à Attigny. Il se marie le 4 août 1898 et a plusieurs enfants. Un de ses fils est tué pendant la Première Guerre mondiale. Camille Renault garde sa joie de vivre et l’envie d’entreprendre de nouvelles activités. Il est tour à tour épicier, traiteur, pâtissier, marchand de peaux de lapin, gardien de moulin, éleveur de porcs, agriculteur. C’est à cette époque qu’il commence le modelage et la sculpture. À Attigny, il ouvre un hôtel (l'Hôtel de la Gare maintenant fermé, dont les murs subsistent et qui est devenu un immeuble d'habitation) qui sert aussi de lieu de fêtes. Il y est organisateur de banquets de plus de deux mille couverts. Il y organise des concerts, des attractions, des concours de tir, des pantomimes et des projections de films. Dans des années 1930, il perd un autre fils d’une pneumonie et, peu de temps après, sa femme meurt de la même maladie. Il ne lui reste donc qu'un fils : Pol-Charles Renault chez qui il viendra mourir en 1954. La nature, les animaux, les scènes de chasse sont représentés dans son œuvre. Les musiciens, la fête, les artistes feront partie de son inspiration. 
En 1934, sa maison brûle. Pour conjurer le sort, il reconstruit une nouvelle maison, la « villa Jismonde » (prénom d'une de ses petites-nièces), ceint de son « Jardin des Surprises », peuplé de sculptures en ciment qui représentent des généraux, un curé, un brouetteur, des lions, des ours, des moutons, des sangliers, etc.
Pendant la Deuxième  Guerre mondiale, en juin 1940, Camille Renault fuit les Ardennes pour les Pyrénées-Orientales et l’Espagne.  Il se réfugie dans l’Aude. Quand il revient, en septembre 1940, il retrouve sa maison pillée et son œuvre détruite par les Allemands. Il reconstruit sa maison et un nouveau jardin.
Avant sa mort, il devint membre du prestigieux Collège de ’Pataphysique avec le titre rare de satrape que portèrent à la même époque des noms prestigieux comme Jean Dubuffet, Eugène Ionesco, Henri Jeanson, Pierre Mac-Orlan, Joan Miró, Jacques Prévert, Raymond Queneau, Roland Topor, Boris Vian,  Paul-Émile Victor et bien d'autres grands contemporains.
Après sa mort, la maison et son jardin sont à nouveau saccagés. Seules quelques pièces ont pu être sauvées. Ses jardins furent détruits, une première fois par les Allemands, la seconde par les enfants. Il ne reste aujourd’hui de son œuvre multiforme que quelques reliques (notamment une tête sculptée dans la collection de l'association l'Aracine, collection aujourd'hui déposée au Musée d'Art Moderne de Lille-Métropole à Villeneuve d'Ascq, et dans la collection ABCD le soutien de l'escalier menant à la maison) et le souvenir de la création de l'Art brut, aujourd'hui reconnu comme une œuvre authentique.